# Manuchekhr Dzhalilov
Manuchekhr Dzhalilov, né le 27 septembre 1990, est un footballeur international tadjik. Il évolue au poste de milieu de terrain offensif dans le club d'Istiqlol Douchanbé.

## Carrière

### En club
Au début de la saison 2015, Dzhalilov rejoint le club d'Istiqlol Douchanbé.

### En sélection
Manuchekhr Dzhalilov participe à la Coupe du monde U17 2007 avec sa sélection du Tadjikistan U17.
Il fait ses débuts avec la sélection du Tadjikistan en 2011, lors d'un match contre l'Ouzbékistan. Le 12 septembre 2015, il inscrit un quadruplé durant un match contre le Bangladesh.

## Statistiques

### Statistiques générales
| Saison                | Club                   | Championnat           | Championnat | Championnat | Coupe(s) nationale(s) | Coupe(s) nationale(s) | Compétition(s) continentale(s) | Compétition(s) continentale(s) | Compétition(s) continentale(s) | Tadjikistan | Tadjikistan | Total | Total |
| Saison                | Club                   | Division              | M.          | B.          | M.                    | B.                    | Comp.                          | M.                             | B.                             | M.          | B.          | M.    | B.    |
| 2009                  | Lokomotiv-2 Moscou     | D3                    | 21          | 4           | 1                     | 0                     | -                              | -                              | -                              | -           | -           | 22    | 4     |
| 2010                  | Lokomotiv-2 Moscou     | D3                    | 23          | 4           | 1                     | 0                     | -                              | -                              | -                              | -           | -           | 24    | 4     |
| Sous-total            | Sous-total             | Sous-total            | 44          | 8           | 2                     | 0                     | -                              | -                              | -                              | -           | -           | 46    | 8     |
| 2011-2012             | Neftekhimik Nijnekamsk | D3                    | 14          | 4           | 0                     | 0                     | -                              | -                              | -                              | 1           | 0           | 15    | 4     |
| 2012-2013             | Neftekhimik Nijnekamsk | D2                    | 24          | 2           | 1                     | 0                     | -                              | -                              | -                              | -           | -           | 25    | 2     |
| 2013-2014             | Neftekhimik Nijnekamsk | D2                    | 34          | 3           | 1                     | 0                     | -                              | -                              | -                              | -           | -           | 35    | 3     |
| 2014-2015             | Neftekhimik Nijnekamsk | D3                    | 13          | 1           | 2                     | 1                     | -                              | -                              | -                              | -           | -           | 15    | 2     |
| Sous-total            | Sous-total             | Sous-total            | 85          | 10          | 4                     | 1                     | -                              | -                              | -                              | 1           | 0           | 90    | 11    |
| 2015                  | Istiqlol Douchanbé     | D1                    | 13          | 22          | 6                     | 4                     | AFC                            | 11                             | 4                              | 7           | 7           | 37    | 37    |
| 2016                  | Istiqlol Douchanbé     | D1                    | 17          | 22          | 7                     | 9                     | AFC                            | 6                              | 0                              | 8           | 4           | 38    | 35    |
| 2017                  | Istiqlol Douchanbé     | D1                    | 17          | 15          | 3                     | 3                     | AFC                            | 11                             | 7                              | 6           | 4           | 37    | 29    |
| Sous-total            | Sous-total             | Sous-total            | 47          | 59          | 16                    | 16                    | -                              | 28                             | 11                             | 21          | 15          | 112   | 101   |
| 2018                  | Sriwijaya FC           | D1                    | 30          | 7           | -                     | -                     | -                              | -                              | -                              | 1           | 0           | 31    | 7     |
| 2019                  | Persebaya Surabaya     | D1                    | 14          | 1           | -                     | -                     | -                              | -                              | -                              | 6           | 2           | 20    | 3     |
| 2020                  | Istiqlol Douchanbé     | D1                    | 17          | 16          | 2                     | 5                     | AFC                            | 3                              | 2                              | 1           | 0           | 23    | 23    |
| Sous-total            | Sous-total             | Sous-total            | 61          | 24          | 2                     | 5                     | -                              | 3                              | 2                              | 8           | 2           | 74    | 33    |
| Total sur la carrière | Total sur la carrière  | Total sur la carrière | 238         | 100         | 23                    | 22                    | -                              | 31                             | 13                             | 30          | 17          | 322   | 152   |

### Sélections
| Sélection | Date             | Domicile     | Résultat | Extérieur   | Compétition                             |
| --------- | ---------------- | ------------ | -------- | ----------- | --------------------------------------- |
| 1re       | 2 septembre 2011 | Tadjikistan  | 0-1      | Ouzbékistan | Éliminatoires de la Coupe du monde 2014 |
| 2e        | 26 mars 2015     | Maldives     | 0-2      | Tadjikistan | Match amical                            |
| 3e        | 31 mars 2015     | Tadjikistan  | 2-3      | Syrie       | Match amical                            |
| 4e        | 11 juin 2015     | Tadjikistan  | 1-3      | Jordanie    | Éliminatoires de la Coupe du monde 2018 |
| 5e        | 16 juin 2015     | Bangladesh   | 1-1      | Tadjikistan | Éliminatoires de la Coupe du monde 2018 |
| 6e        | 8 septembre 2015 | Tadjikistan  | 0-3      | Australie   | Éliminatoires de la Coupe du monde 2018 |
| 7e        | 8 octobre 2015   | Kirghizistan | 2-2      | Tadjikistan | Éliminatoires de la Coupe du monde 2018 |
| 8e        | 12 novembre 2015 | Tadjikistan  | 5-0      | Bangladesh  | Éliminatoires de la Coupe du monde 2018 |

| Buts internationaux de Manuchekhr Dzhalilov | Buts internationaux de Manuchekhr Dzhalilov | Buts internationaux de Manuchekhr Dzhalilov | Buts internationaux de Manuchekhr Dzhalilov | Buts internationaux de Manuchekhr Dzhalilov | Buts internationaux de Manuchekhr Dzhalilov | Buts internationaux de Manuchekhr Dzhalilov |
| 0                                           | Date                                        | Lieu                                        | Adversaire                                  | Score                                       | Résultats                                   | Compétitions                                |
| ------------------------------------------- | ------------------------------------------- | ------------------------------------------- | ------------------------------------------- | ------------------------------------------- | ------------------------------------------- | ------------------------------------------- |
| 1                                           | 26 mars 2015                                | Male' Sports Complex, Malé, Maldives        | Maldives                                    | 2-0                                         | 2-0                                         | Match amical                                |
| 2                                           | 11 juin 2015                                | Stade Pamir, Douchanbé, Tadjikistan         | Jordanie                                    | 1-2                                         | 1-3                                         | Éliminatoires de la Coupe du monde 2018     |
| 3                                           | 8 octobre 2015                              | Spartak Stadium, Bichkek, Kirghizistan      | Kirghizistan                                | 1-1                                         | 2-2                                         | Éliminatoires de la Coupe du monde 2018     |
| 4                                           | 12 novembre 2015                            | Stade Pamir, Douchanbé, Tadjikistan         | Bangladesh                                  | 1-0                                         | 5-0                                         | Éliminatoires de la Coupe du monde 2018     |
| 5                                           | 12 novembre 2015                            | Stade Pamir, Douchanbé, Tadjikistan         | Bangladesh                                  | 2-0                                         | 5-0                                         | Éliminatoires de la Coupe du monde 2018     |
| 6                                           | 12 novembre 2015                            | Stade Pamir, Douchanbé, Tadjikistan         | Bangladesh                                  | 4-0                                         | 5-0                                         | Éliminatoires de la Coupe du monde 2018     |
| 7                                           | 12 novembre 2015                            | Stade Pamir, Douchanbé, Tadjikistan         | Bangladesh                                  | 5-0                                         | 5-0                                         | Éliminatoires de la Coupe du monde 2018     |

## Palmarès
Il gagne avec Istiqlol Douchanbé le Championnat du Tadjikistan en 2015, et la Supercoupe du Tadjikistan la même année.